# Суон (остров, Тасмания)
Суон (англ. Swan Island) — остров у северо-восточной оконечности острова Тасмания (Австралия), входит в состав штата Тасмания. Площадь острова 2,39 км².

## География

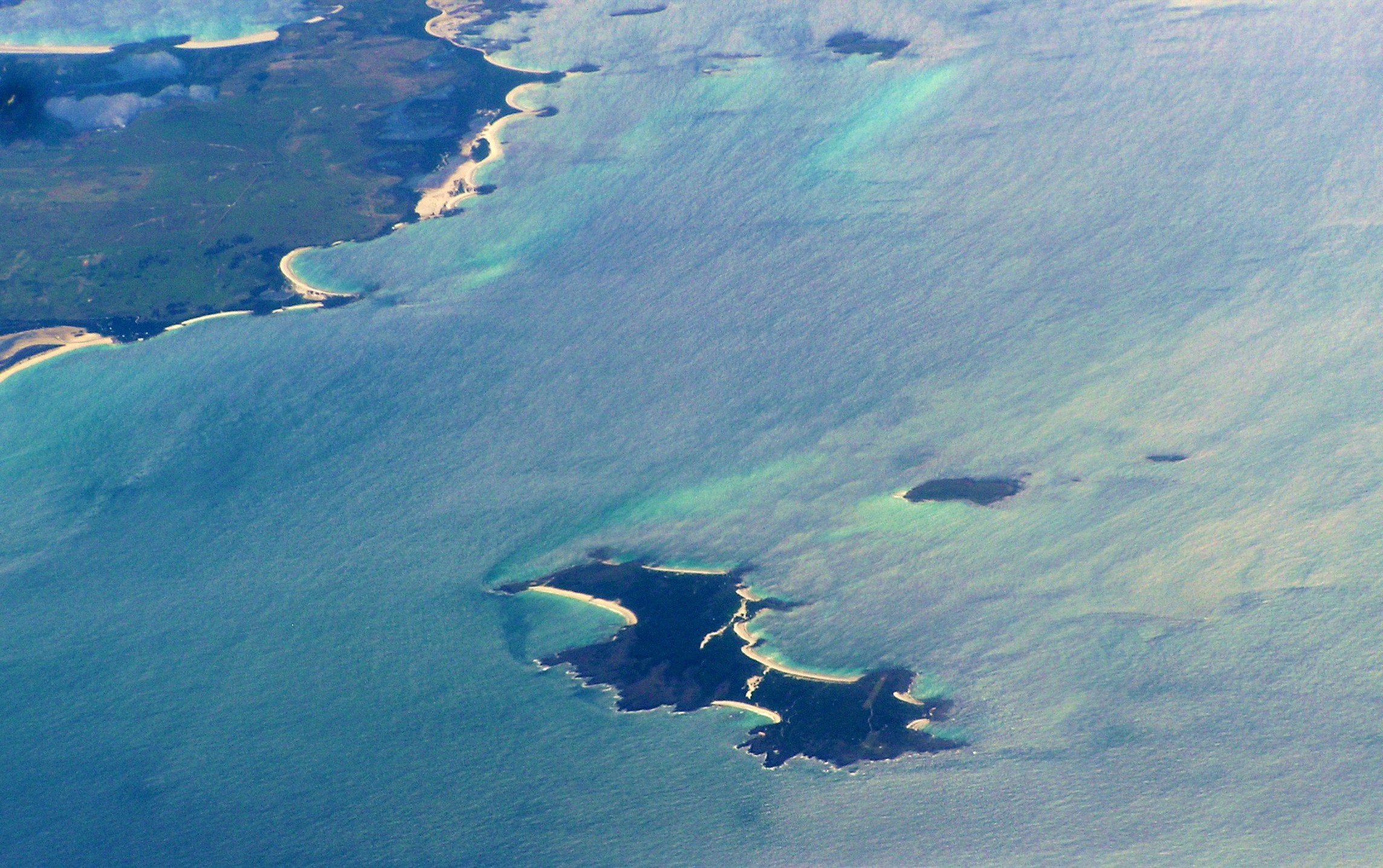
Вид на остров Суон с воздуха; правее — Литл-Суон и маленький островок Сигнет; слева — побережье мыса Портленд

Остров Суон находится примерно в 3 км от ближайшей точки мыса Портленд (Cape Portland), расположенного на северо-восточной оконечности острова Тасмания. Он принадлежит к так называемой «группе островов Уотерхаус» (Waterhouse Island Group), к которой, помимо острова Уотерхаус и самого́ Суона, также причисляют острова Литл-Уотерхаус (Little Waterhouse Island), Литл-Суон (Little Swan Island), Сигнет (Cygnet Island), Фостер (Foster Islands), Сент-Хеленс (St Helens Island), Паддис (Paddys Island), Маклин (Maclean Island), Бейнс (Baynes Island) и другие.
Пролив Банкс отделяет остров Суон от находящегося примерно в 15 км к северу от него острова Кларк. Примерно в 1,3 км к северо-западу от острова Суон находится небольшой остров Литл-Суон.
Высшая точка острова Суон находится на высоте около 30 м над уровнем моря, протяжённость острова — около 3,2 км. Площадь острова составляет 2,39 км².

## История
В начале и середине XIX века в проливе Банкс вблизи острова Суон произошло несколько кораблекрушений, наиболее известными среди которых были происшествия с судами Brenda (1832), Mystery (1850) и Union (1852). В 1845 году на острове был построен маяк Суон-Айленд (Swan Island Lighthouse), который стал первым действующим маяком в районе Бассова пролива. В настоящее время он является одним из самых старых действующих маяков Австралии.
Часть острова Суон находится в частном владении. Помимо маяка, там есть несколько домов и взлётно-посадочная полоса 09/27 длиной 300 м.

## Флора и фауна
Остров Суон вместе с территорией на северо-восточной оконечности острова Тасмания входит в состав ключевой орнитологической территории «Мыс Портленд» (Cape Portland Important Bird Area). На острове встречаются малые пингвины (Eudyptula minor), тонкоклювые буревестники (Puffinus tenuirostris), большеклювые чайки (Larus pacificus), австралийские чайки (Chroicocephalus novaehollandiae), австралийские кулики-сороки (Haematopus fuliginosus), австралийские пегие кулики-сороки (Haematopus longirostris), капюшоновые зуйки (Thinornis cucullatus), чегравы (Hydroprogne caspia), хохлатые крачки (Thalasseus) и куриные гуси (Cereopsis novaehollandiae).
На острове водятся дикие кролики (Oryctolagus cuniculus) и домовые мыши (Mus musculus). Из пресмыкающихся встречаются Carinascincus metallicus, Liopholis whitii, Lerista bougainvillii и тигровые змеи (Notechis scutatus).
Из редких растений, существование которых вызывает опасения, на острове Суон встречаются Lepidium flexicaule, Parietaria debilis и Pterostylis tunstallii.